# Gabriel Guerra (escultor)
Gabriel Guerra (Unión de San Antonio, Jalisco; 1847-3 de noviembre de 1893) fue un escultor mexicano.

## Biografía
Guerra nació en Unión de San Antonio, Jalisco y se formó en la Escuela Nacional de Bellas Artes en la Ciudad de México donde estudió con Miguel Noreña .

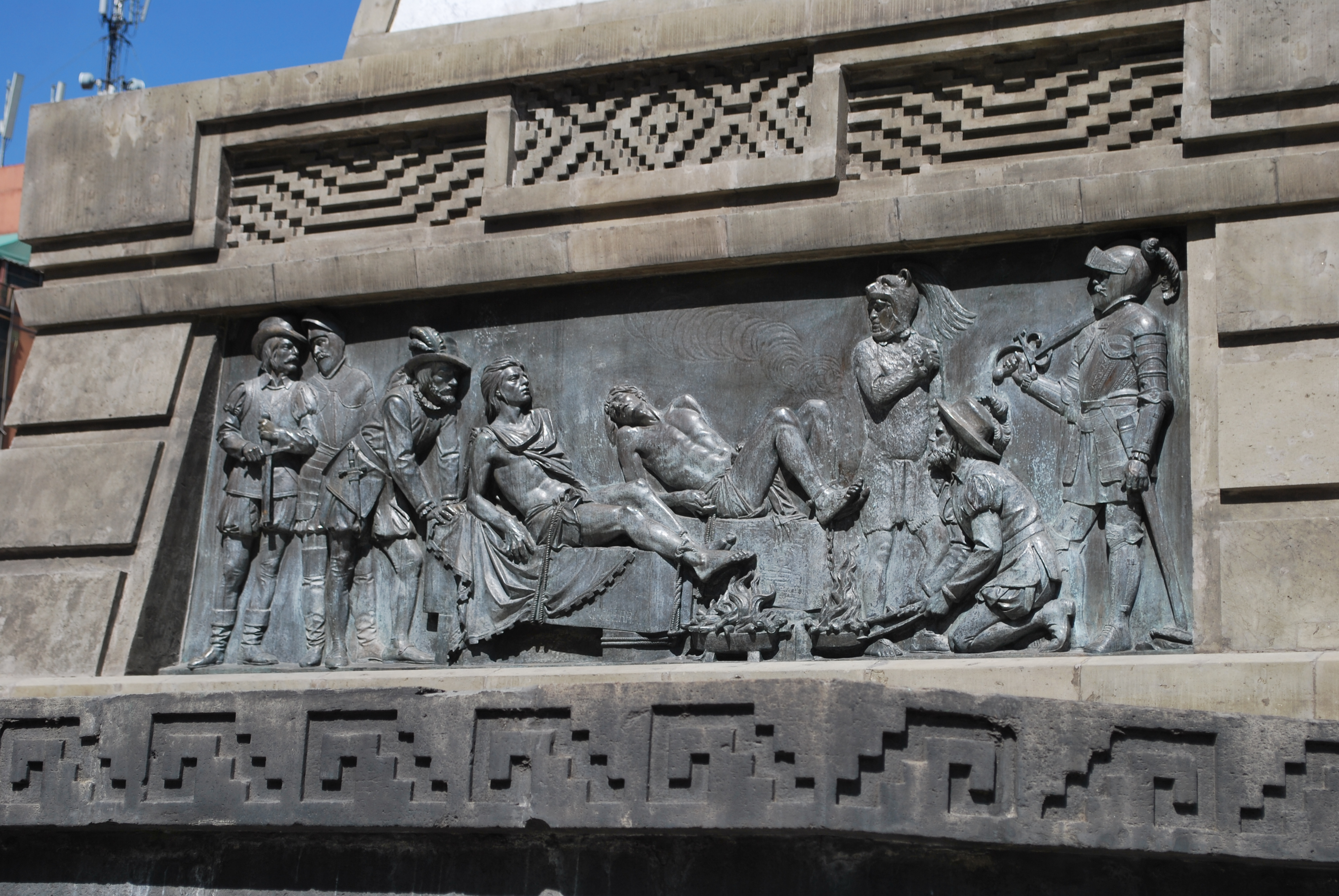
Tortura de Cuauhtémoc, en el monumento del Paseo de la Reforma

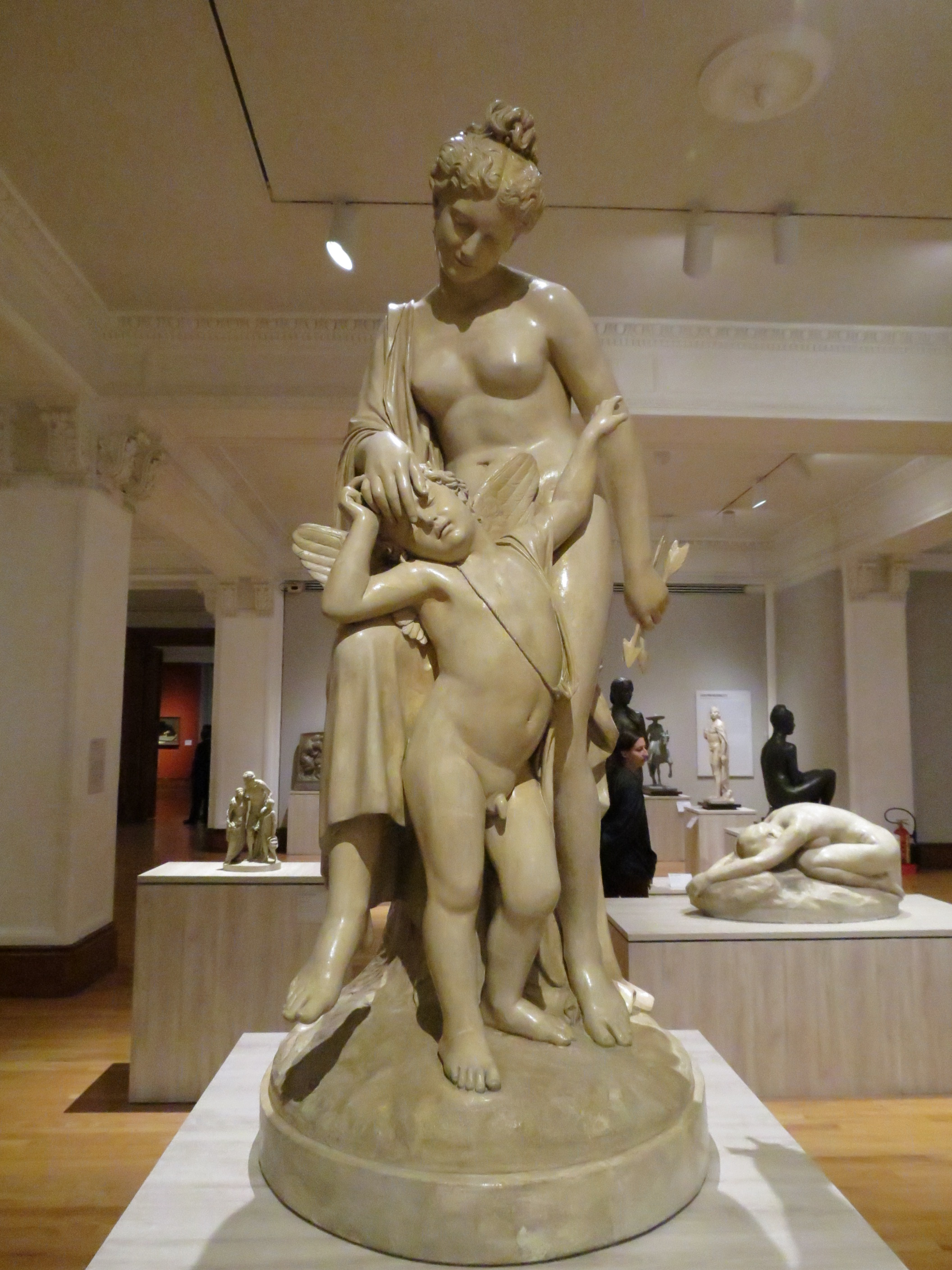
Venus y cupido

Entre las esculturas monumentales significativas de Guerra se incluyen Tortura de Cuauhtémoc (1886), que fue uno de un grupo de relieves de bronce de varios artistas para el Monumento a Cuauhtémoc en la Ciudad de México, y el General Carlos Pacheco por encargo para el estado de Morelos. El primero representa el encuentro de Cuauhtémoc con Hernán Cortés, y fue abierto al público el 21 de agosto de 1887; con un costo total de más de 97 000 pesos y un peso total de más de 11 000 kilogramos de bronce. Este último se completó en yeso en 1892 y se fundió póstumamente en bronce en 1894.
La obra de Guerra sobre temas seculares marcó un alejamiento de los temas bíblicos que habían dominado la escultura mexicana de mediados del siglo XIX. El interés de Guerra por retratar los sujetos históricos mexicanos desde la perspectiva de los habitantes indígenas del país lo marcó como parte de un movimiento artístico liberal políticamente significativo que estuvo activo a fines de siglo. Guerra murió a los 46 años.